# Guido Nayar
Guido Eduardo Nayar Parada (Santa Cruz de la Sierra, Bolivia; 20 de febrero de 1962) es un abogado y político boliviano. Fue el ministro de Gobierno de Bolivia desde 1997 hasta 1999 durante el segundo gobierno del presidente Hugo Banzer Suárez. Durante su carrera política, fue también diputado de Bolivia desde 1993 hasta 1997 y concejal del municipio de Santa Cruz de la Sierra desde 2000 hasta 2005.

## Vida política
El ingresó de Guido Nayar a la política boliviana data a comienzos de la década de 1990 cuando empezó a formar parte del  partido político de Acción Democrática Nacionalista (ADN).

### Diputado de Bolivia (1993-1997)
El año 1993, Guido Nayar fue candidato al cargo de diputado por el Departamento de Santa Cruz en representación del  Acuerdo Patriótico AP (la cual era una alianza política entre los partidos políticos ADN y MIR). Nayar logró ganar en las elecciones de ese año, logrando obtener el curul parlamentario. Estuvo en el cargo de diputado desde el 6 de agosto de 1993 hasta el 6 de agosto de 1997.

### Elecciones Nacionales de 1997
En 1997, Guido Nayar participó en las elecciones de ese año como candidato al cargo de Senador por el Departamento de Santa Cruz en representación de ADN, pero esta vez no tuvo éxito ya que no logró obtener la votación mínima requerida para acceder al curul senatorial.

### Ministro de Gobierno de Bolivia (1997-1999)
El año 1997, el Presidente de Bolivia Hugo Banzer Suárez nombró a Guido Nayar como el nuevo ministro de Gobierno del país. Nayar ocuparía el cargo hasta 1999.

### Concejal municipal de Santa Cruz (2000-2005)
El año 2009, fue acusado por el Gobierno de Evo Morales de tener estrechos vínculos en el caso terrorismo y el "Hotel Las Américas". Ese mismo año fugo del país al exterior. Pero el 11 de diciembre de 2019, Guido Nayar volvió nuevamente a Bolivia.